# Usher
Usher Raymond IV (Dallas, 14 de outubro de 1978) é um cantor, compositor, dançarino e ator norte-americano. Com algumas publicações se referindo a ele como o "Rei do R&B", ele é reconhecido como uma figura influente no R&B contemporâneo e na música pop. Em 1994, Usher lançou seu álbum de estreia homônimo aos 15 anos. Ele alcançou a fama com o lançamento de seu segundo álbum, My Way (1997), que gerou seu primeiro single número um na Billboard Hot 100, "Nice & Slow", bem como a faixa-título e "You Make Me Wanna...", que alcançaram a segunda posição do gráfico.
Seu terceiro álbum, 8701 (2001), teve sucesso contínuo, vendendo oito milhões de cópias e rendendo duas canções número um, "U Remind Me" e "U Got It Bad". Confessions (2004) estabeleceu Usher como um dos artistas musicais mais bem sucedidos dos anos 2000, promovido por quatro canções número um consecutivas—"Yeah!", "Burn", "Confessions Part II" e "My Boo"—e o sucesso "Caught Up". O álbum vendeu mais de 20 milhões de cópias mundialmente e recebeu o certificado de diamante da Recording Industry Association of America (RIAA). Após se separar de sua empresária e mãe, Jonnetta Patton, em 2007, ele lançou o álbum Here I Stand (2008), que produziu o sucesso "Love in This Club". A Billboard o nomeou o segundo artista de maior sucesso da década, o artista número um da Hot 100 da década e classificou Confessions como o melhor álbum de um artista solo da década.
O sexto álbum de Usher, Raymond v. Raymond (2010), apresentou sua nona canção número um, "OMG", tornando-lhe um dos poucos artistas a liderar a Billboard Hot 100 em três décadas consecutivas. Seu primeiro extended play (EP), Versus (2010), gerou o grande sucesso "DJ Got Us Fallin' in Love". O sétimo álbum de Usher, Looking 4 Myself (2012), teve mais produção eletrônica e gerou o single "Scream", que entrou no top dez de vários países. Em seguida, ele lançou os álbuns Hard II Love (2016) e Coming Home (2024). Seu show do intervalo do Super Bowl LVIII em 2024 atraiu 123 milhões de espectadores nos Estados Unidos.
Usher já vendeu mais de 100 milhões de discos mundialmente, configurando-o com um dos artistas mais vendidos de todos os tempos. A Billboard o classificou entre as maiores estrelas pop do século XXI. Seus prêmios incluem oito Grammy Awards, 12 Soul Train Music Awards, oito American Music Awards, 18 Billboard Music Awards, sete BET Awards (incluindo o BET Lifetime Achievement Award) e uma estrela na Calçada da Fama de Hollywood. Ele foi introduzido na Calçada da Fama da Música Negra e do Entretenimento em 2021. Em 2008, Usher co-fundou a gravadora Raymond-Braun Media Group (RBMG) com Scooter Braun para gerenciar a carreira do cantor Justin Bieber. Fora da música, ele fundou a organização sem fins lucrativos Usher's New Look em 1999, atuou como treinador no The Voice (2013-2014) e estrelou filmes como The Faculty (1998), She's All That (1999), Light It Up (1999), In the Mix (2005) e Hands of Stone (2016).

## Início da vida

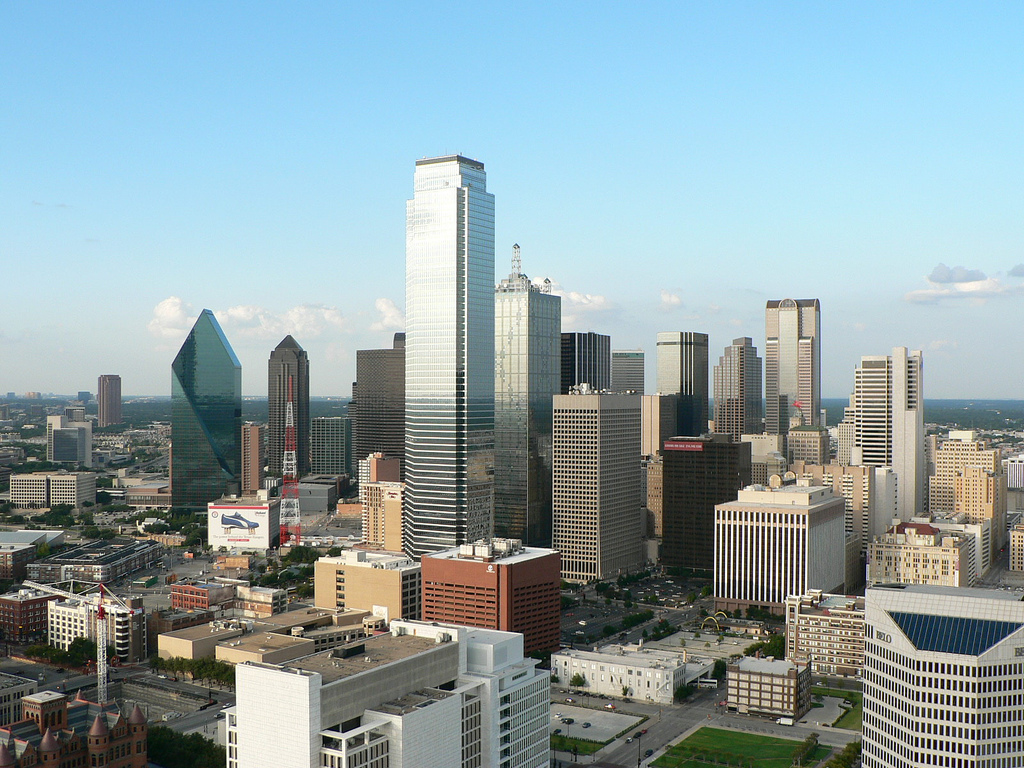
O centro de Dallas visto da Reunion Tower

Usher nasceu em 14 de outubro de 1978, em Dallas, Texas, filho de Jonetta Patton e Usher Raymond III. Passou a maior parte de sua infância em Chattanooga, Tennessee. Seu pai abandonou a família quando Usher tinha um ano de idade. O jovem cresceu com sua mãe, seu padrasto e seu meio-irmão, James Lackey, nascido em 1984. Incentivado por sua mãe, Usher juntou-se ao coro de jovens da igreja local em Chattanooga, quando tinha nove anos de idade; lá, sua avó descobriu sua habilidade para cantar. Embora não tenha sido de imediato, quando Usher se juntou a um grupo de cantores ela considerou que ele poderia cantar profissionalmente. Na crença de que uma cidade maior forneceria mais oportunidades para mostrar seu talento, a família Usher se mudou para Atlanta, Georgia, onde havia um ambiente mais propício para os cantores iniciantes. Morando em Atlanta, Usher estudou na North Springs High School. O pai de Usher morreu de um ataque cardíaco em 21 de janeiro de 2008.

## Carreira

### 1987–1996: NuBeginnings eUsher
Aos 11 anos, Usher se juntou a um grupo de R&B chamado NuBeginnings. Usher gravou 10 canções com o grupo em 1991, e o álbum chamado de Nubeginning Featuring Usher Raymond IV só foi disponibilizado regionalmente e por ordem de correio. O álbum foi relançado nacionalmente em abril de 2002 por Hip-O Records.
Aos 13 anos, Usher competiu no Star Search, onde foi descoberto por um representante da LaFace Records, que organizou uma audição sua com LA Reid, o co-fundador da LaFace; Reid assinou um contrato com Usher. A mãe do cantor deixou seu emprego como enfermeira para gerenciar sua carreira, mas depois rompeu a sua relação como gerente em maio de 2007. Usher foi apresentado em "Call Me a Mack", uma canção que ele gravou para o álbum da trilha sonora do filme de romance Poetic Justice em 1993.
Em 30 de agosto de 1994, Usher lançou o seu álbum de estreia autointitulado Usher. O rapper Sean P Diddy Combs produziu várias das faixas e foi coprodutor executivo do álbum. Usher chegou ao número vinte e cinco no Billboard Top R&B / Hip-Hop Albums Chart e foi acompanhado por três singles: "U Can Get Wit It", "Think of You", e "The Many Ways". O álbum vendeu mais de 500 mil cópias.
Depois de terminar o colegial, Usher continuou a desenvolver suas habilidades como um artista de palco e lançou as bases para o seu segundo álbum. Ele também apareceu em uma versão de "Let's Straighten It Out", um dueto de 1995 com a colega artista Monica, e em "Dreamin", para o álbum beneficente Rhythm of the Games. Ele também foi destaque em "I Swear I'm In Love", de 1996, para a trilha sonora de Kazaam.

### 1997–2003:My Waye8701
Usher desenvolveu uma amizade com o produtor americano, Jermaine Dupri, com quem coescreveu e produziu várias faixas de seu segundo álbum, My Way, lançado em 16 de setembro de 1997. O primeiro single do álbum, "You Make Me Wanna...", alcançou o número um no Reino Unido, tornando-se o primeiro single de Usher a ser top 1; o registro levantou à sua popularidade no país. Tornou-se também o primeiro ouro e certificado de platina de Usher nos Estados Unidos. O segundo single do álbum, "Nice & Slow", atingiu o pico em janeiro de 1998, o número um na Billboard Hot 100, dando a Usher seu primeiro US single número um. Mais tarde, em Fevereiro do mesmo ano, o single foi certificado platina pela Recording Industry Association of America; My Way foi certificado platina seis vezes nos Estados Unidos.
"You Make Me Wanna" ganhou o prêmio de Melhor Artista Masculino de R&B / Single Soul no Soul Train Music Awards 1999. Nos últimos meses de 1997, Usher embarcou em uma série de compromissos, incluindo um lugar na Puffy No Way Out tour de P Diddy, shows com Mary J. Blige, e a atração de abertura de Janet Jackson em The Velvet Rope World Tour. O primeiro álbum ao vivo de Usher ao vivo foi Live, lançado em 1999. A produção, que contou com participações de nomes como Lil' Kim, Jagged Edge, Trey Lorenz, Shanice, Twista e Manuel Seal, foi certificado ouro nos Estados Unidos.
Usher fez sua estreia como ator na série de televisão Moesha, o que resultou em um papel recorrente na série e, posteriormente, seu primeiro papel no cinema em 1998 no filme The Faculty. atividades extracurriculares de Usher fora da indústria fonográfica ganhou força ao longo do No ano seguinte como ele estava no elenco da novela The Bold and the Beautiful. Ele participou de mais dois filmes: She's All That e Light It Up, onde teve seu primeiro papel de protagonista. Usher também apareceu no filme Geppetto (2000), da Walt Disney Television.
Seu terceiro álbum de estúdio, originalmente intitulado All About U, foi programado para ser lançado no início de 2001. O primeiro single, "Pop Ya Collar", foi lançado no final de 2000 e se tornou um hit número dois no Reino Unido, mas teve um desempenho inferior nos Estados Unidos. O álbum foi posteriormente foi empurrado para depois porquê várias faixas vazaram na internet e nas rádios. Depois de ter sido revisado e renomeado para 8701, o álbum foi lançado 7 de agosto de 2001 (8.7.01). Os primeiros dois singles "U Remind Me" e "U Got It Bad" chegaram no topo da Billboard Hot 100 ficando quatro e seis semanas, respectivamente. 8701 foi disco de platina quatro vezes nos Estados Unidos.
Usher apareceu em 2001 no filme Texas Rangers. Em fevereiro de 2002, Usher ganhou um Grammy de "Melhor Artista Masculino de R&B Vocal Desempenho" por "U Remind Me". No ano seguinte, ganhou o mesmo prêmio por "U Don't Have to Call", fazendo dele o terceiro artista da história, depois de Luther Vandross e Stevie Wonder, a ganhar este prêmio consecutivamente. No verão de 2002, Usher participou do single "I Need a Girl (Pt. I)" de P. Diddy.

### 2004–09:ConfessionseHere I Stand

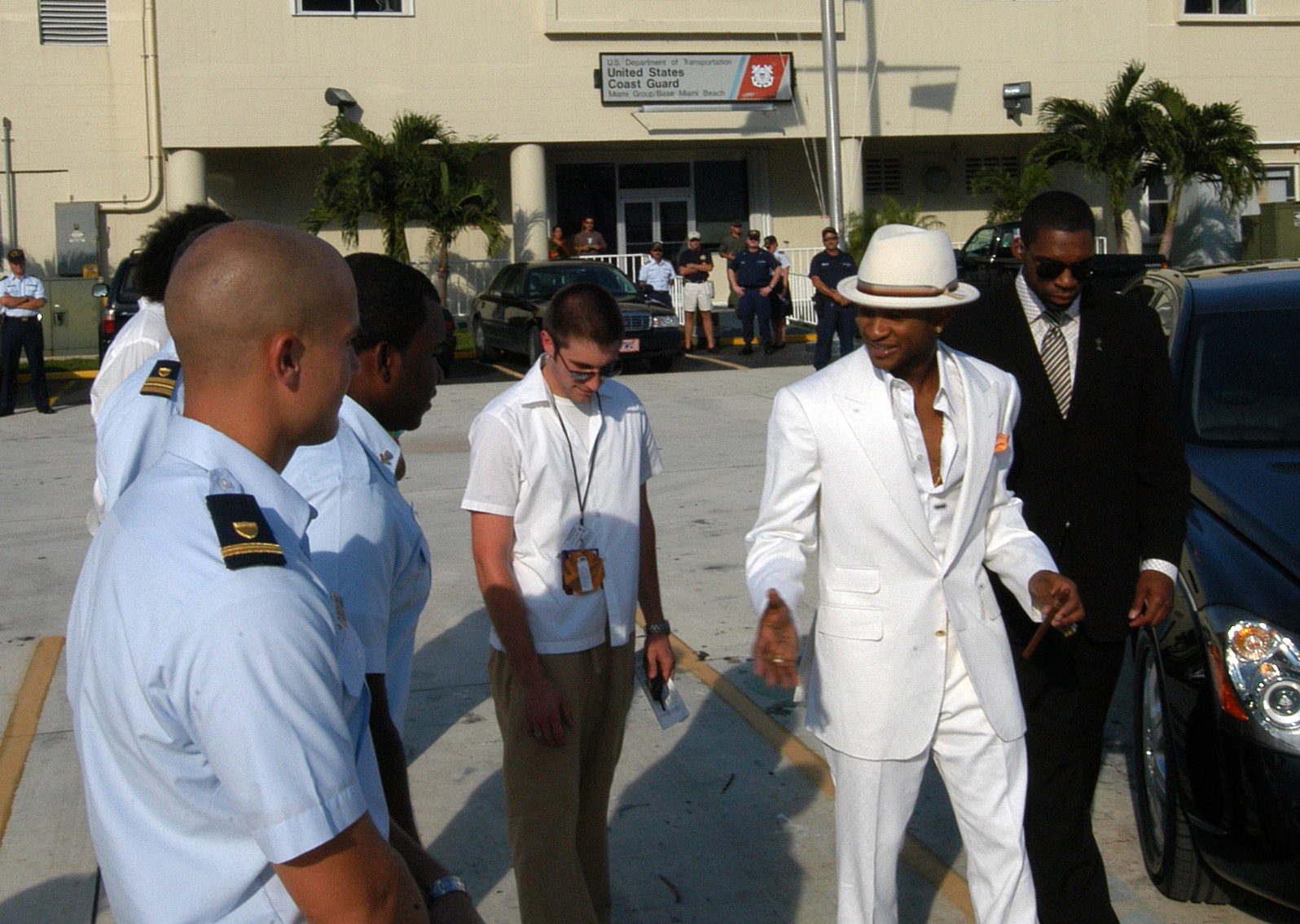
Usher chegando no MTV Video Music Awards de 2004

O quarto álbum de estúdio de Usher, Confessions, foi lançado em 23 de março de 2004, exatamente quando seu primeiro single, "Yeah!", estava em sua sexta semana no topo da Billboard Hot 100 e na quinta semana no topo da Hot R&B/Hip-Hop Singles Chart. Com 1,1 milhões de vendas de estreia o álbum se tornou a maior primeira semana já digitalizadas por um artista de R&B masculino e a sétima história. O álbum acumulou vendas de mais de 20 milhões de cópias em todo o mundo, e mais de 10 milhões foram vendidos nos Estados Unidos, ganhando uma certificação de diamantes pela Recording Industry Association of America.
"Burn" e "Confessions Part II", segundo e terceiro singles do álbum, respectivamente, também ficaram no topo da Billboard Hot 100. Usher se tornou o primeiro artista a ter quatro singles consecutivos no topo da Billboard Hot 100 Airplay, Em setembro de 2004, "My Boo", um dueto com a cantora e compositora americana Alicia Keys, também chegou ao número um na Billboard Hot 100, tornando-se o quarto single número um do álbum. Em dezembro, o último single do album Caught Up chegou ao número oito na Billboard Hot 100.
Confessions ganhou inúmeros prêmios, incluindo quatro American Music Awards, dois MTV Europe Music Awards, dois MTV Video Music Awards, e três World Music Awards. na cerimônia do Grammy 2005, Usher ganhou três prêmios: R&B Performance by a Duo or Group With Vocals for "My Boo", Rap/Sung Collaboration for "Yeah!"; e Contemporary R&B Album for Confessions. No Billboard Music Awards 2004, Usher foi reconhecido como Artista do Ano, além de receber outros 10 prêmios.
Na primavera de 2005, Usher chegou ao número três na Hot 100 hit como destaque na música de Lil Jon "Lovers an friends". Em 2007, Usher também colaborou com R. Kelly na faixa "Same Girl", para o álbum de Kelly, Double Up. Ele também foi destaque na música "Ice Box" de Omarion. Usher também apareceu na música "Shake Down" da Cantora e compositora americana Mary J. Blige do álbum Growing Pains de 2007. Em novembro de 2005, Usher interpretou Darrell no filme In the Mix. Em 22 de agosto de 2006, Usher assumiu o papel de Billy Flynn no musical da Broadway Chicago.

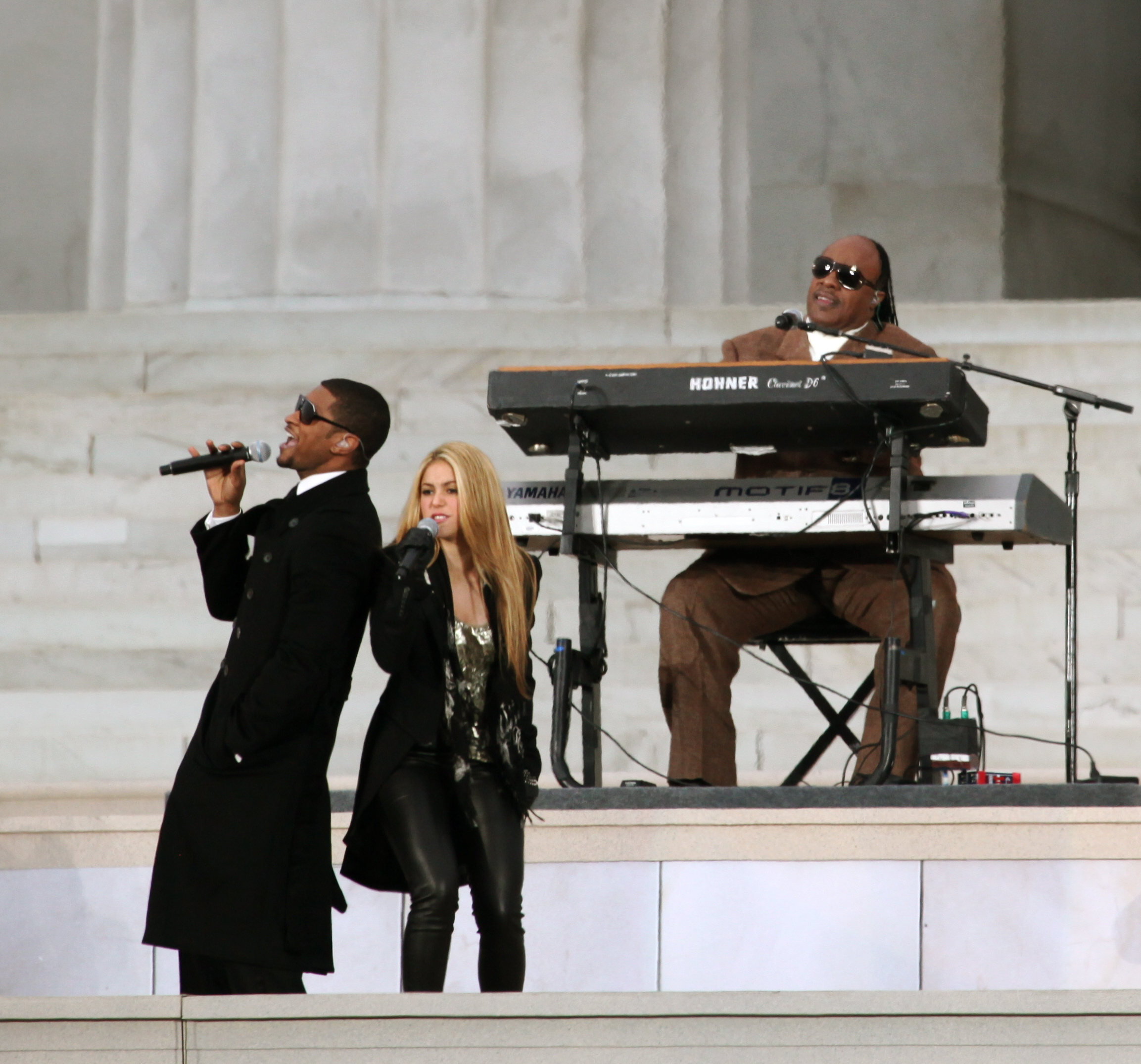
Usher cantando com Stevie Wonder e Shakira no We Are One: The Obama Inaugural Celebration, no Lincoln Memorial

Here I Stand foi lançado em 26 de maio no Reino Unido e 27 de maio de 2008, nos Estados Unidos. O álbum estreou como número 1 na Billboard 200 Chart com vendas de mais de 433 mil cópias na primeira semana. Até hoje Here I Stand já vendeu mais de 1,5 milhões de cópias nos Estados Unidos, foi certificado platina pela RIAA, e já vendeu mais de 5 milhões de cópias em todo o mundo. Apesar de não se aproximar do sucesso de seu álbum anterior, Usher recebeu críticas positivas da maioria dos críticos de música, que elogiou a maturidade das letras do álbum. Para promover seu quinto álbum de estúdio Usher lançou o single "Love In This Club" nas rádio em Fevereiro de 2008 e chegou ao número um na Billboard Hot 100. o single passou três semanas consecutivas no topo sendo assim o oitavo single número um de Usher. "Love in This Club Parte II", que apresenta a cantora norte-americana Beyoncé e o rapper Lil Wayne, alcançou a posição No. 18 na Billboard Hot 100 e N ° 7 na Hot R & B / Hip-Hop. Seu terceiro single "Moving Mountains" alcançou a posição No. 18 no Hot R & B / Hip-Hop e chegou ao número 6 no Singles Chart Nova Zelândia. O quinto single, "Trading Places", alcançou a posição 4 na Hot R&B/Hip-Hop Songs chart. Em setembro de 2008, Usher anunciou que iria embarcar na em 15 shows da turnê One Night Stand, que era específica para o publico feminino. Em 18 de janeiro de 2009, Usher cantou com Stevie Wonder e Shakira no We Are One: The Obama Inaugural Celebration, no Lincoln Memorial. Ele também cantou "Gone Too Soon" no memorial de Michael Jackson no dia 7 de julho.

### 2010–11:Raymond v. RaymondeVersus
O álbum Raymond v. Raymond foi lançado em 26 de março de 2010, na Alemanha, em 30 de março de 2010, nos EUA, e em 26 de abril de 2010, no Reino Unido. Esperado para seguir a mesma linha de Confessions, Raymond v. Raymond foi lançado apenas alguns meses após o divórcio de Usher de e Tameka Foster. "Papers", uma música sobre divórcio, foi lançado como o primeiro single do álbum em outubro de 2009. Ele liderou os Hot R&B / Hip-hop durante duas semanas consecutivas, tornando-se seu décimo single número um no Hot R&B / Hip-hop. Ele também chegou ao número 31 na Billboard Hot 100 nos Estados Unidos. Os críticos elogiaram a música pela sua emoção. "Hey Daddy (Daddy's Home)" foi lançado como o segundo single em 8 de dezembro de 2009. O single chegou ao número 24 na Billboard Hot 100 chart e número 2 no R&B / Hip-Hop chart. A canção foi lançada como o segundo single internacional em julho de 2010. "Lil Freak" foi anunciado como o segundo single oficial do álbum nos Estados Unidos. Usher e Nicki Minaj gravaram o videoclipe para a música no dia 9 de março de 2010, em Los Angeles, com o diretor TAJ Stansberry. Ela chegou ao número 8 no Hot R&B / Hip-Hop e número 40 no Billboard Hot 100. Tornou-se o quarto Top 40 hit de Raymond v. Raymond.
A canção "OMG", que conta com participação de will.i.am, é o terceiro single do álbum. Apesar de ter recebido críticas mistas, a canção chegou ao número um na Irlanda, Nova Zelândia, Reino Unido, Austrália e Estados Unidos. Também se tornou o nono número de Usher nos Estados Unidos, fazendo dele o primeiro artista da década de 2010 a conseguir colocar músicas em primeiro lugar em três décadas consecutivas, e apenas o quarto artista de todos os tempos a conseguir essa façanha. Usher também se tornou o terceiro artista a ter pelo menos uma música número um em cinco álbuns de estúdio consecutivos. O clima e a coreografia do vídeo da música foram comparadas com a de "Yeah!". "There Goes My Baby" foi lançado para AirPlay como quarto single do álbum nos Estados Unidos em 15 de junho de 2010. A canção alcançou o número 25 na Billboard Hot 100 e número um no R&B / Hip-Hop chart, tornando-se décimo primeiro hit número um de Usher nesse gráfico. Em 7 de abril de 2010, Raymond v. Raymond estreou no número 1 no Billboard 200 chart, tornando-se seu terceiro álbum consecutivo número 1 e vendeu impressionantes 329.107 cópias em sua primeira semana de lançamento, fazendo dele o primeiro artista masculino desde Eminem a ter três álbuns consecutivos estreando no número um na Billboard 200 chart. Após um mês do lançamento, do álbum foi certificado ouro pela RIAA. Em 17 de junho de 2010, o álbum foi certificado Platina pela RIAA.

Usher na turnê OMG Tour

Raymond v. Raymond também dominou as paradas internacionais. Estreando dentro do top 10 no Canadá, Reino Unido, Países Baixos, Austrália, Alemanha, Espanha e Itália. Devido ao enorme sucesso internacional de Usher com single "OMG" e os boas primeiras semanas de vendas de Raymond v. Raymond, os críticos e o publico consideram um grande retorno de Usher. O álbum alcançou o número dois na Austrália e foi certificado ouro pela Australian Recording Industry Association (ARIA). O álbum estreou no número quatro no Canadá e foi certificado ouro pela Canadian Recording Industry Association (CRIA). Raymond v. Raymond estreou no número dois no Reino Unido.
Usher anunciou em 8 de julho de 2010, que haveria uma versão de luxo do álbum Raymond v. Raymond chamado Versus, para ser lançado em 24 de agosto de 2010. Usher descreveu Versus como "o último capítulo de Raymond v. Raymond", e que iria explorar os fatos de ser recém solteiro e um pai. O álbum incluía nove faixas, incluindo sete novas faixas. As faixas seriam incluídas em uma edição de luxo de Raymond v. Raymond. O álbum estreou no número quatro no Billboard 200 chart e foi precedido pelos singles "DJ Got Us Fallin 'In Love" com Pitbull, e "Hot Tottie", com Jay-Z.
O primeiro single do álbum, "DJ Got Us Fallin 'In Love", foi lançado para o ITunes em 13 de julho de 2010, e enviado para as rádios em 20 de julho. Devido às fortes vendas digitais da canção, ela estreou no número dezenove no Billboard Hot 100. A canção se tornou a quarta maior estreia de Usher na Billboard Hot 100, atrás de "Nice & Slow", que em 1997 estreou no número nove, de "My Way" em 1998 que estreou no número oito, e "OMG" no número quatorze. Desde o seu lançamento, ganhou sucesso internacional, com pico no top 5 nos Estados Unidos, Austrália e Nova Zelândia. Ele alcançou o top 10 no Canadá e na Europa. Ele chegou a número nove no Billboard Hot 100 em sua terceira semana de lançamento, e se tornou a primeira vez que Usher teve dois top-ten hits na Billboard Hot 100, ao mesmo tempo desde seu álbum Confessions. Tornou-se também o décimo sexto Billboard Hot 100 top 10 hit de sua carreira. O segundo single, Hot Tottie atingiu o número treze no Hot R&B / Hip-Hop e número 25 na Billboard Hot 100.
No dia 12 de setembro de 2010, Usher apareceu no MTV Video Music Awards. Em seguida, se apresentou no American Music Awards 2010 no dia 21 de novembro, e também ganhou os prêmios de Masculino Soul / R&B artista and Soul Favorita / R&B álbum para seu álbum Raymond v. Raymond. Usher também fez uma aparição surpresa no Super Bowl XLV para cantar sua canção, "OMG", com will.i.am. Ele apareceu em uma corda de cima, em um estilo similar ao Black Eyed Peas. Sua turnê OMG Tour começou em novembro de 2010 e terminou em 1 de junho de 2011, a turnê faturou 70 milhões dólares em todo o mundo.

### 2012–2015: Looking 4 Myself eThe Voice
Em novembro de 2011, Usher revelou que para o seu próximo álbum, ele estava trabalhando em um novo tipo de música que ele descreveu como "pop revolucionário", que combina diferentes gêneros para formar um novo som. Seu sétimo álbum de estúdio, Looking 4 Myself, foi lançado em 8 de junho de 2012, em todo o mundo e recebeu críticas positivas dos críticos de música contemporânea. Em uma entrevista para a MTV News, Usher afirmou que Looking 4 Myself é "o mais artístico álbum", que ele já teve na história. Quando questionado pela Reuters durante uma entrevista sobre a última citação, e como esse projeto era diferente, Usher explicou que sentiu que estava perto de um "renascimento" e que, antes de Looking 4 Myself, ele se sentia restrito e conformado com um som específico. Ele disse para si mesmo "Eu tenho que ir com o que eu sinto e espero que as pessoas gostem".
O primeiro single do sétimo álbum de estúdio de Usher é "Climax", lançado na rádio Urban em 21 de fevereiro de 2012 e disponibilizado para compra como download digital em 22 de fevereiro. O segundo single do álbum foi "Scream" e o terceiro foi "Lemme See", que apresenta Rick Ross. "Scream" estreou no dia 26 de abril, enquanto "Lemme See" no dia 8 de maio.
Em 2013, Usher substituiu CeeLo Green como jurado na 4ª temporada do The Voice, mas perdeu para Blake Shelton. Ele voltou para a sexta temporada em 2014 e ganhou com Josh Kaufman.
No dia 19 de março de 2013, Usher fez anúncio de que seu oitavo álbum de estúdio intitulado UR estava sendo feito. Conversando com The Fader, ele descreveu o álbum como "tudo o que você pode imaginar". Em uma entrevista com o cantor e compositor Eric Bellinger para Rap-Up, ele explicou que ele, juntamente com Jermaine Dupri, Bryan-Michael Cox, e Brian Alexander Morgan, estavam trabalhando no próximo álbum de Usher. Bellinger comparou o álbum ao álbum Confessions (2004), dizendo que ele é "mais R&B, mais urbano" do que o anterior. "Good Kisser", foi lançado como o primeiro single. Produzido por Pop & Oak, foi realizada no The Voice. Desde então, três outros singles foram lançados do álbum: "She Came To Give It To You", com Nicki Minaj, "I Don't Mind", com Juicy J, e "Still Got It", com Migos.
Em 16 de outubro de 2015, Usher lançou um videoclipe interativo exclusivamente na plataforma de streaming de música Tidal chamado "Chains", com os artistas Nas e Bibi Bourelly. Em 14 de janeiro de 2016, após atrasos contínuos de seu oitavo álbum, Usher anunciou por meio de uma postagem de Daniel Arsham no Instagram que mudou o título do álbum de UR para Flawed. Estava programado para ser lançado em abril de 2016, mas foi adiado sem data de lançamento.

### 2016–2020:Hard II Lovee troca de gravadora
Em 12 de junho de 2016, foi relatado que Raymond assinou um acordo de gestão com o parceiro de negócios Scooter Braun. Braun já representava Justin Bieber e tinha uma parceria com Raymond e Bieber. Este relatório foi confirmado por Usher durante uma entrevista com Ryan Seacrest no 73º Festival de Cannes, no dia 21 de junho. Usher promoveu sua carreira de ator, estrelando como o ex-boxeador profissional americano Sugar Ray Leonard no filme biográfico americano-panamenho Hands of Stone. A obra, lançada em 2016, relata a carreira do ex-boxeador profissional panamenho Roberto Durán.
No dia 30 de agosto, o single "Rivals" (com Future) foi lançado e estreou exclusivamente no Tidal com seu vídeo de acompanhamento. Foi lançado no Vevo em 2 de setembro de 2016. Já no dia 13 de setembro, "Missin U" e "Rivals" foram enviados para o rádio como o terceiro e quarto singles do álbum.
O álbum Hard II Love foi lançado em 16 de setembro de 2016 e recebeu críticas geralmente positivas dos críticos de música contemporânea. Estreou na posição 5 na Billboard 200 dos EUA e vendeu 28 mil cópias nos Estados Unidos em sua primeira semana. Também se tornou seu sétimo álbum consecutivo no top dez nos Estados Unidos. O single principal, "No Limit", com o rapper Young Thug, foi inicialmente veiculado na rádio Urban em 9 de junho e, eventualmente, atingiu o pico na posição 1 na parada Mainstream R&B/Hip-Hop airplay, número 32 na Billboard Hot 100 e número 9 na Hot R&B/Hip-Hop Songs. No dia 16 de dezembro, Chris Brown lançou "Party" como segundo single de seu álbum Heartbreak on a Full Moon, com Usher e Gucci Mane.
Em 12 de outubro de 2018, Usher lançou um álbum de estúdio colaborativo, intitulado simplesmente A. A lista de faixas oficial contém oito músicas com participações de Future e Gunna. O álbum foi produzido inteiramente por Zaytoven, que anteriormente colaborou no álbum Raymond v. Raymond. Usher teve uma participação especial no filme policial Hustlers, que foi lançado em 13 de setembro de 2019, e é estrelado por Jennifer Lopez, Constance Wu, Keke Palmer, Cardi B e Lili Reinhart. Em setembro de 2019, a diretora Lorene Scafaria disse ao portal Vulture que sua participação especial foi escrita no roteiro em 2016, antes do filme entrar em desenvolvimento. Usher foi destaque na trilha sonora do filme com seu single "Love in This Club".
Em 6 de setembro de 2019, Usher retornou para a 17ª temporada do The Voice, da NBC. Ele se juntou à equipe de John Legend como conselheiro de batalha desta temporada. No dia 13 de dezembro, Usher lançou o single "Don't Waste My Time" com a cantora e compositora britânica Ella Mai para seu próximo nono álbum de estúdio.
No dia 8 de março de 2022, após a fusão da RCA e da Sony Music, foi anunciado que Usher havia se separado da RCA Records após dez anos e cinco meses com a gravadora. Mais tarde, ele assinou uma joint venture com a empresa musical Gamma, de Larry Jackson. Usher e seu parceiro de longa data, LA Reid, fundaram a Mega em parceria com a Gamma. O oitavo álbum de estúdio de Usher foi lançado por meio dessa parceria.

### 2021–presente: Super Bowl eComing Home
Em 30 de junho de 2022, Usher se apresentou na série Tiny Desk Concerts da NPR. No dia 14 de abril de 2023, Usher anunciou sua residência de show de oito noites em Boulogne-Billancourt, intitulada "Rendez-Vous À Paris" no La Seine Musicale apresentado pela Live Nation Entertainment. A residência começou em 24 de setembro e foi até 5 de outubro. No dia 4 de agosto de 2023, o cantor lançou o single "Good Good" com Summer Walker e 21 Savage como single principal de seu próximo nono álbum de estúdio. Ele liderou a parada R&B/Hip-Hop AirPlay, tornando-se seu 16º número um naquela parada. Ele também liderou a parada Mainstream R&B/Hip-Hop airplay, tornando-se seu décimo sétimo single número um naquela parada.
Em 24 de setembro de 2023, Usher anunciou que seria a atração principal do Super Bowl LVIII Halftime Show, realizado no Allegiant Stadium em Las Vegas, Nevada. Ele descreveu a oportunidade como "uma honra de uma vida" que ele finalmente poderá riscar de sua lista de desejos. Além disso, ele anunciou em uma entrevista da Apple Music com Zane Lowe que seu nono álbum de estúdio, Coming Home, seria lançado em 11 de fevereiro de 2024, mesmo dia em que foi relatado que ele se apresentaria no Super Bowl. O álbum estreou em segundo lugar na Billboard 200 dos EUA.

## Estilo musical

### Influências
Em muitas ocasiões, Usher nomeou Michael Jackson como sua maior influência. Numa entrevista para a MTV, o cantor chegou a declarar: "Ele (Michael) me influenciou, de muitas formas, mais do que apenas música... como um humanitário, como um filantropo, como artista, como um indivíduo que transcendeu a cultura. Eu não seria quem eu sou hoje sem Michael Jackson". Durante o especial de televisão Michael Jackson: 30th Anniversary Special, Usher foi capaz de dançar com Michael durante a realização de "You Rock My World". Além de Jackson, ele falou de Marvin Gaye e Stevie Wonder como grandes músicos e filantropos afirmando que "eles descobriram que eles eram como eles estavam indo, por inspiração, bem... permitindo a sua música para falar para onde eles foram e o que eles tinham a dizer". Outras influências incluem Janet Jackson, James Brown, Luther Vandross e Bobby Brown.

### Voz e estilo
Usher tem um alcance vocal tenor. Sobre seu alcance vocal, o jornalista Rick Juzwiak comentou que "seu alcance vocal é ainda mais impressionante do que o seu emocional", com ênfase em seu falsete sendo "algo que soa tão natural como uma voz falando". Juzwiak enfatizou a expressividade do cantor, afirmando que "a sua gama emocional é grande o suficiente para vender ternura, lascívia e melancolia dentro de poucos minutos".
A música de Usher é geralmente R&B, mas ele também incorpora pop, dance e hip hop em suas canções. Com os álbuns Raymond vs. Raymond e Looking 4 Myself, ele expandiu-se em electropop e pop dance. Conhecido por suas canções de R&B, Usher expandiu seu recurso e gama, colaborando com latinos e DJs como Pitbull, Romeo Santos e David Guetta. Grande parte das músicas de Usher após Confessions têm uma natureza autobiográfica com ênfase no estilo de vida, relacionamentos e amor.

## Outras atividades

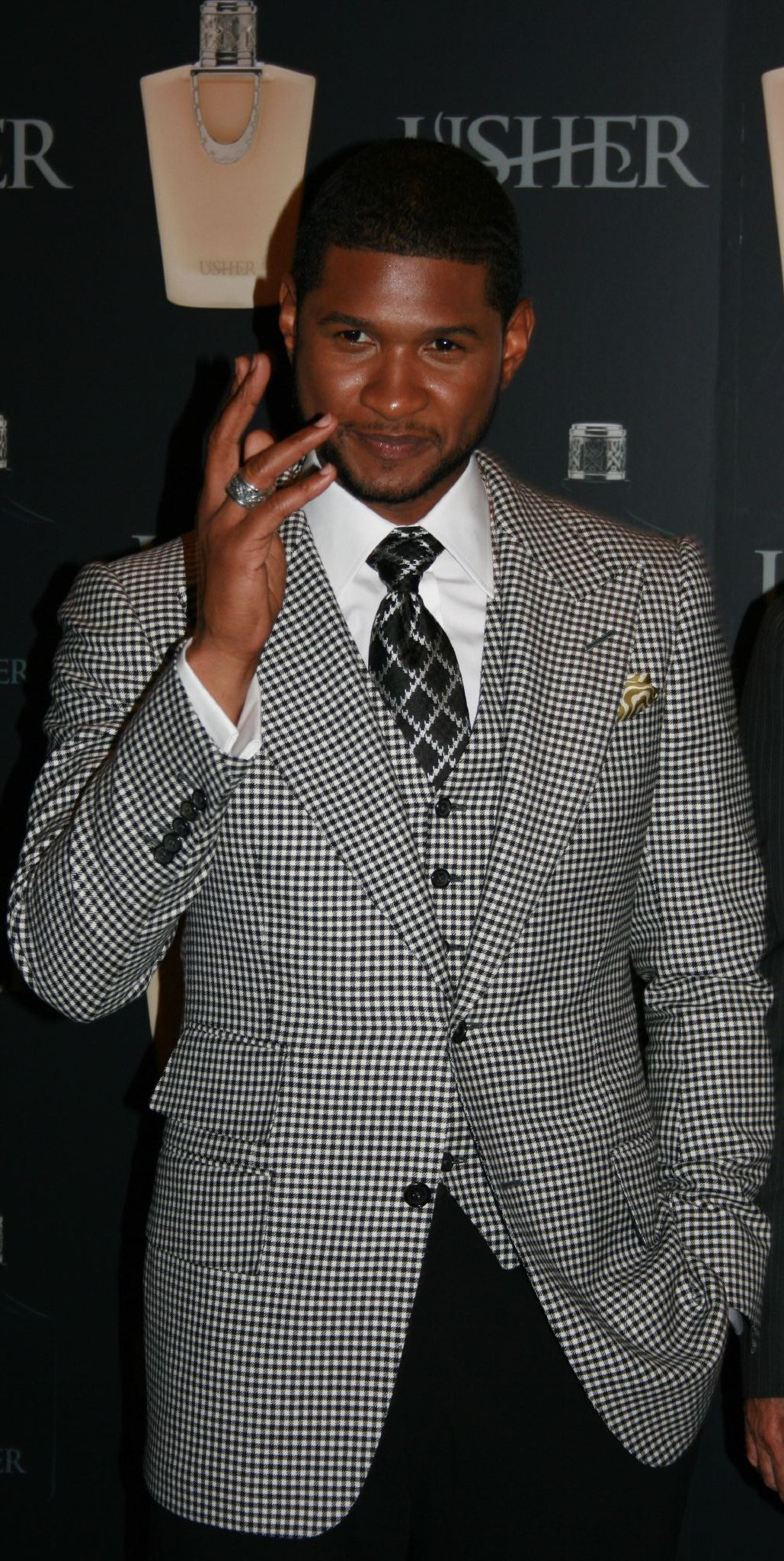
Usher durante o lançamento de seu perfume

### Empreendimentos
Usher fundou a gravadora US Records em 2002. O rótulo é uma subsidiária de Clive Davis's J Records, que é distribuído pela Sony BMG. O primeiro álbum lançado pela US Records foi a trilha sonora para o filme In the Mix no final de 2005, que foi usado para introduzir os artistas da gravadora, como o rapper Rico Love, o cantor pop Justin Bieber, o grupo de R&B One Chance e o cantor Rayan. Usher foi compositor e produtor do projeto. O Raymond Braun Media Group, que Justin Bieber faz parte, é uma empresa de Usher onde ele atua com o empresário de Bieber, Scooter Braun.
Além de gravação de música, Usher está envolvido em outros negócios, incluindo vários restaurantes. O cantor também é proprietário de uma parte dos Cleveland Cavaliers, time de basquete profissional. Ele faz parte de um grupo que comprou a equipe com um preço de compra relatado em um total de 375 milhões de dólares. Ele se tornou o terceiro artista pop a possuir uma grande participação em uma equipe da NBA. Usher foi mentor concorrente para o Top 10 Week of Season 9 do programa de televisão American Idol. Ele apareceu no Got Talent Grã-Bretanha em 5 de junho de 2010. Posteriormente passou a integrar o programa The Voice como jurado.

### Carreira de ator
Usher já atuou em alguns filmes, tendo estreado em 1998 com The Faculty, e participando também de Light It Up e In the Mix. No ano de 2002, atuou na série The Twilight Zone. No teatro, Usher fez sua estreia na Broadway em 2006, no papel do advogado Billy Flynn, na peça Chicago. Fora da Broadway, atuou em 2012 na peça Fuerza Bruta.

### Filantropia
O cantor fundou a New Look, uma organização de caridade sem fins lucrativos que tem como objetivo "proporcionar aos jovens um novo olhar sobre a vida através da educação e experiência no mundo real". Seu projeto carro-chefe, acompanhando a New Look, foi entre 11 julho e 23 julho de 2005, na Atlanta Clark University. Em 2006, a caridade começou uma iniciativa chamada nosso bloco, para o qual ele ajudou a reconstruir e revitalizar blocos da cidade de Nova Orleães. O projeto passou por uma rua de cada vez, e o financiamento foi ajudado por parte dos recursos da equipe de Usher com Armani Exchange na criação de "Love 4 Life" dog tags, que foram disponibilizados em lojas da empresa e site.
Em 1999, participou de Usher "Desafio para as Crianças", um jogo de basquete benefício oferecido pelo boy band americana NSYNC. O evento, que foi realizado no campus da Universidade Estadual da Geórgia, havia levantado cerca de 50 mil dólares para várias instituições de caridade locais. Em 2005, Usher é dos artistas que fizeram um show para ajudar as vítimas do furacão Katrina.

## Vida pessoal
Em 2001, Usher começou a namorar Rozonda Thomas do grupo TLC, que teve um filho com o produtor Dallas Austin. Seu relacionamento durou dois anos: eles se separaram em dezembro de 2003, seguido de um frenesi da mídia em torno da natureza pessoal do quarto álbum de Usher, Confessions. Em uma entrevista no The Bert Mostrar no Atlanta canal de rádio Q100 em fevereiro de 2004, Thomas alegou que Usher a traiu: "Usher fez o último album não-não para mim... Eu nunca vou estar com ele de novo, e isso é que". Usher se defendeu: "Nós simplesmente não demos certo. O álbum não tem nada a ver com a nossa separação".
Em novembro de 2005, Usher começou a namorar a estilista Tameka Foster, que havia trabalhado como seu estilista particular por vários anos. O noivado foi anunciado em fevereiro de 2007. Após o cancelamento repentino de um casamento planejado em julho, os dois se casaram em 3 de agosto de 2007, em uma cerimônia civil em Atlanta. Isto foi seguido por uma cerimônia de casamento maior em 1 de setembro de 2007, realizada no Chateau Elan Winery & Resort fora Atlanta. Após seu casamento, Usher se tornou um padrasto para os três filhos de Foster de relacionamentos anteriores, um nascido quando ela era uma adolescente e os outros dois de seu primeiro casamento, com Clothier Ryan Glover. Usher e Foster também têm dois filhos juntos: Usher "Cinco" Raymond V, nascido em novembro de 2007, e Naviyd Ely Raymond, nascido em dezembro de 2008.
Em fevereiro de 2009, dois meses após o nascimento de seu segundo filho, Foster sofreu uma parada cardíaca em São Paulo após tomar a anestesia geral antes da cirurgia programada (supostamente lipoaspiração), que em última análise não foi realizada. Ela estava em coma induzido para ajudar sua recuperação e foi transferido para um local maior, o Hospital Sírio-Libanês. Usher cancelou sua apresentação no Clive Davis's pré-Grammy, e foi para o Brasil para ficar com Foster. Depois de uma semana de recuperação, o cirurgião de Foster divulgou um comunicado dizendo que estava "indo muito bem".
Usher pediu o divórcio de Foster em junho de 2009, em Atlanta. O divórcio foi legalmente concluído no tribunal de justiça de Fulton County no dia 4 de novembro. Este precedeu um briga altamente divulgada pela custódia das crianças, a disputa durou um período de três anos, terminou em 24 de agosto de 2012, com um juiz que concede a custódia preliminar para Usher. Pouco mais de um ano depois, em 5 de agosto de 2013, o filho mais velho de Usher, Usher V, foi hospitalizado na UTI após ficar preso em um ralo enquanto nadava em uma piscina na casa de Usher. No dia seguinte, Foster entrou com um pedido para uma audiência de custódia de emergência em Fulton County, pedindo a custódia primária temporária e citando "que seu filho quase morreu". Na audiência de 9 de agosto, o caso foi arquivado e Usher manteve a custódia primária de seus dois filhos.
Em 11 de fevereiro de 2024, Usher e Jennifer Goicoechea, sua namorada de longa data, casaram-se em Las Vegas, onde o artista atuou no Super Bowl LVIII.

## Discografia
Álbuns de estúdio
- Usher (1994)
- My Way (1997)
- 8701 (2001)
- Confessions (2004)
- Here I Stand (2008)
- Raymond v. Raymond (2010)
- Looking 4 Myself (2012)
- Hard II Love (2016)
- Coming Home (2024)

Álbuns colaborativos
- A, com Zaytoven (2018)

## Trilhas sonoras
- 1993 - "Call Me a Mack" - Poetic Justice
- 1996 - "I Swear I'm in Love" - Kazaam
- 1997 - "Slow Jam" (com Monica) - Soul Food
- 2002 - "U Got It Bad" - The Sweetest Thing
- 2003 - "She's Got the Part" - Deliver Us from Eva
- 2005 - "Sweat" (Rico Love feat. Usher) - In the Mix

## Filmografia
| Televisão | Televisão | Televisão | Televisão |
| Ano       | Título    | Papel     | Notas     |
| --------- | --------- | --------- | --------- |
| 1997-1998 | Moesha    | Jeremy    |           |

| Filmes | Filmes                         | Filmes                  | Filmes |
| Ano    | Título                         | Papel                   | Notas  |
| ------ | ------------------------------ | ----------------------- | ------ |
| 1998   | The Bold and the Beautiful     | Raymond                 |        |
| 1998   | The Faculty                    | Gabe Santora            |        |
| 1999   | She's All That                 | Campos DJ               |        |
| 1999   | Light It Up                    | Lester DeWitt           |        |
| 2000   | Geppetto                       | Island Ringmaster       |        |
| 2001   | Texas Rangers                  | Randolph Douglas Scipio |        |
| 2005   | In the Mix                     | Darrell                 |        |
| 2010   | The Killers                    | Kevin                   |        |
| 2011   | Justin Bieber: Never Say Never | Ele mesmo               |        |
| 2013   | Scary Movie 5                  | The Janitor             |        |
| 2013   | Justin Bieber's Believe        | Ele mesmo               |        |
| 2014   | Muppets Most Wanted            | Ele mesmo               |        |
| 2015   | Hands of Stone                 | Sugar Ray Leonard       |        |